# フランス国鉄Z22500形電車
フランス国鉄Z22500形電車（フランスこくてつ22500がたでんしゃ）は、フランスの国有鉄道であるフランス国鉄（SNCF）が所有する電車。イル＝ド＝フランス地域圏の鉄道網「RER」の混雑緩和を目的に導入された2階建て電車で、「MI 2N Eole」と呼ばれている他、共同発注が行われたパリ交通公団所有の車両と共に「MI 2N」という愛称を有する。

## 概要
1992年にパリ交通公団の車両と共に発注が実施されたZ22500形は5両編成で、両端に制御車、中間に電動車2両と付随車1両が連結される。共同発注が実施されたパリ交通公団向けの車両よりも電動車の数は少ないが、これは郊外地域への長距離運転への投入を念頭に入れたためであり、付随車を外した4両編成での運行も可能である。クラッシャブルゾーンを備えた流線形の先頭部分の下部にはシャルフェンベルク式自動連結器が設置されており、2つの編成を繋いだ総括制御運転も可能である。

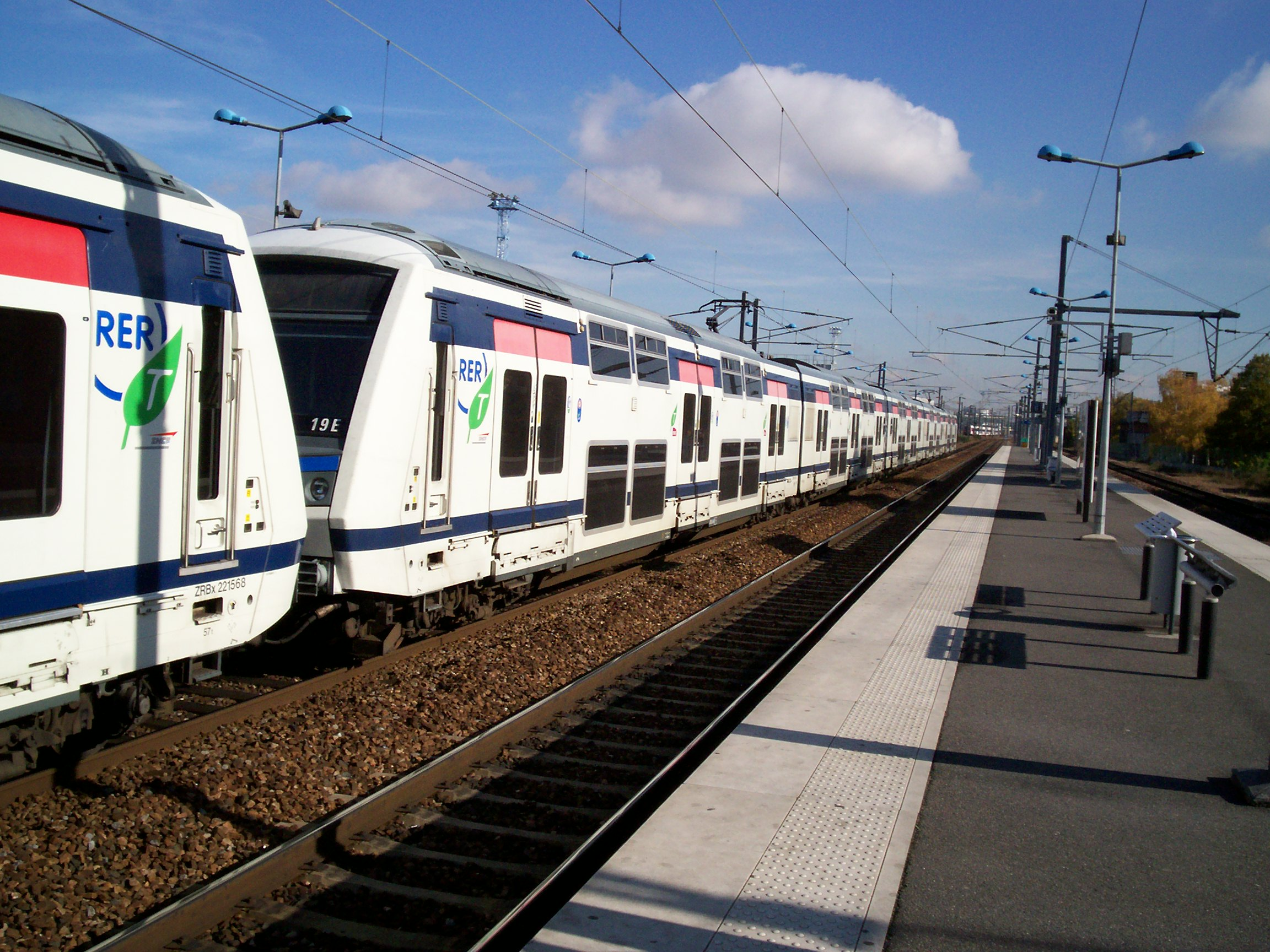
連結運転を実施するZ22500形（2007年撮影）

2階建て構造となっている車体の最大の特徴は、車体前後に加えて中間にも幅2,200 mmの両開きの乗降扉を有している事である。これは共同発注を実施したパリ交通公団からの要望によるもので、前後扉からは1・2階双方へ乗車する事が可能となっている一方、中間の扉は1階部分のみに繋がっている。また、これらの乗降扉は900 - 1,100 mmの高さのプラットホームに対応した位置となっているが、一部の駅に存在する高さ550 mmの低いプラットホームにも対応するため、可動用ステップが下部に設置されている。主電動機は誘導電動機が採用されており、高速運転に向けて強力なディスクブレーキや緊急時に使用される電磁吸着ブレーキが各台車に搭載されている。

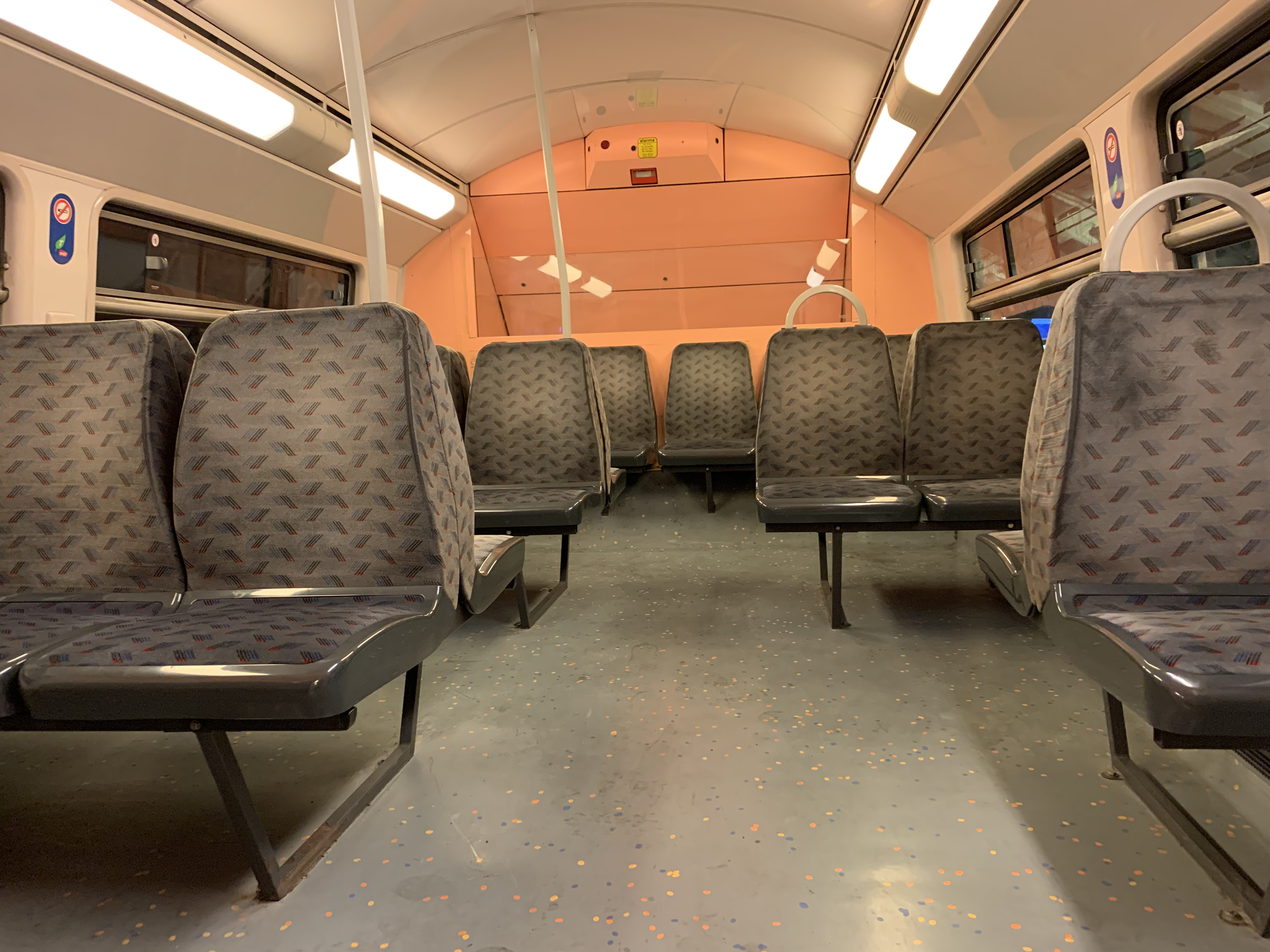
車内（2階部分）
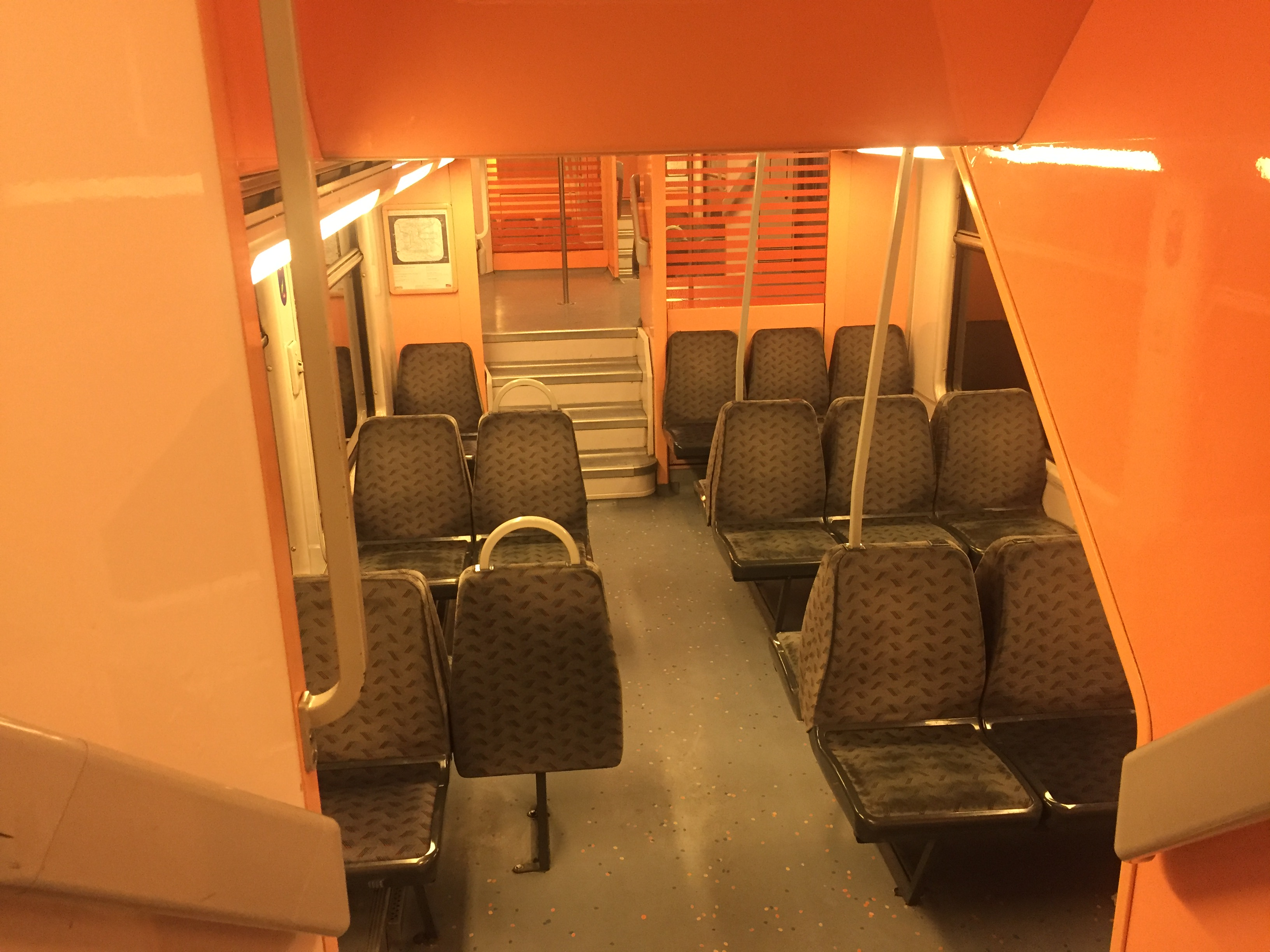
車内（1階部分）
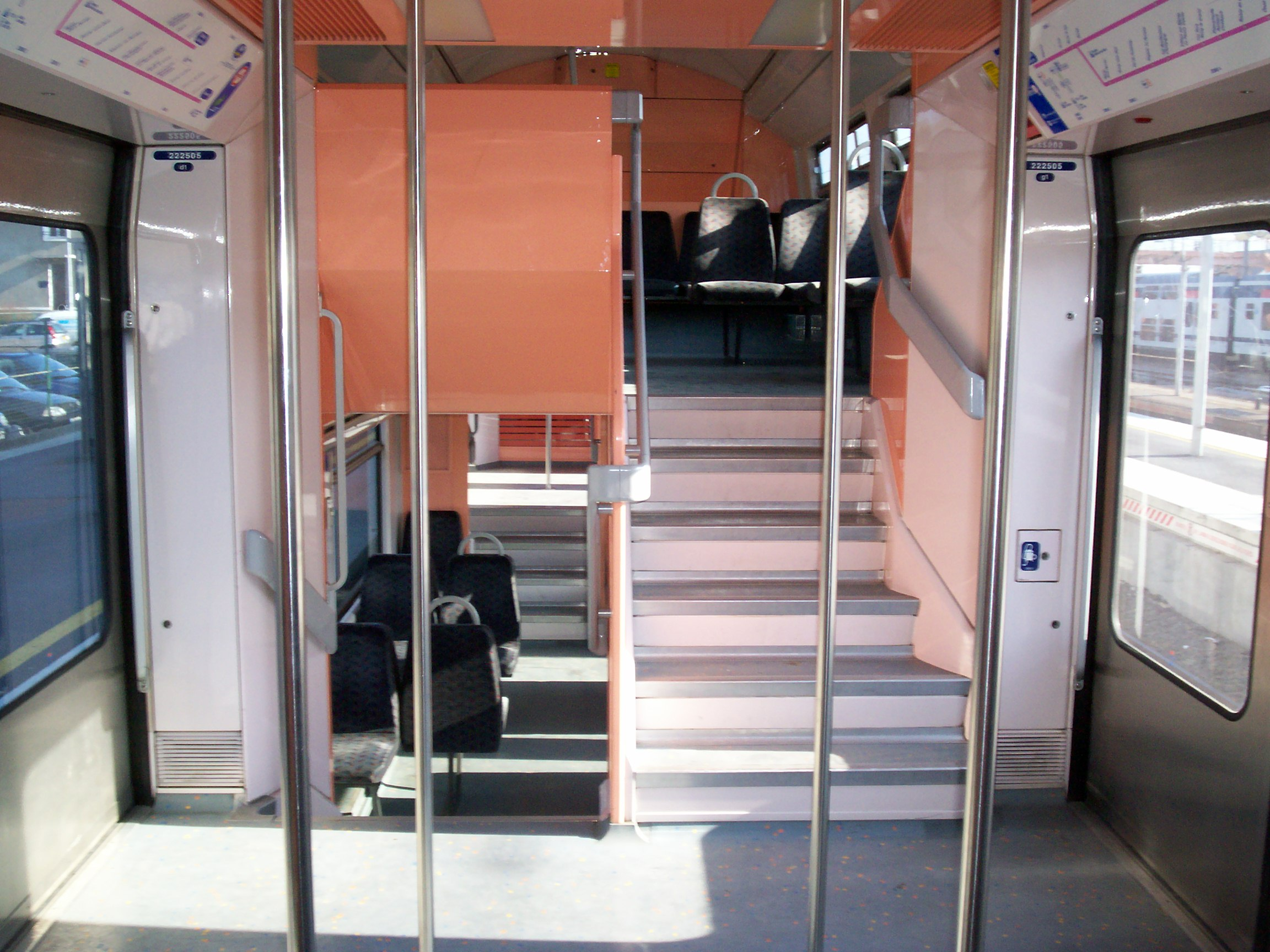
車内（階段）
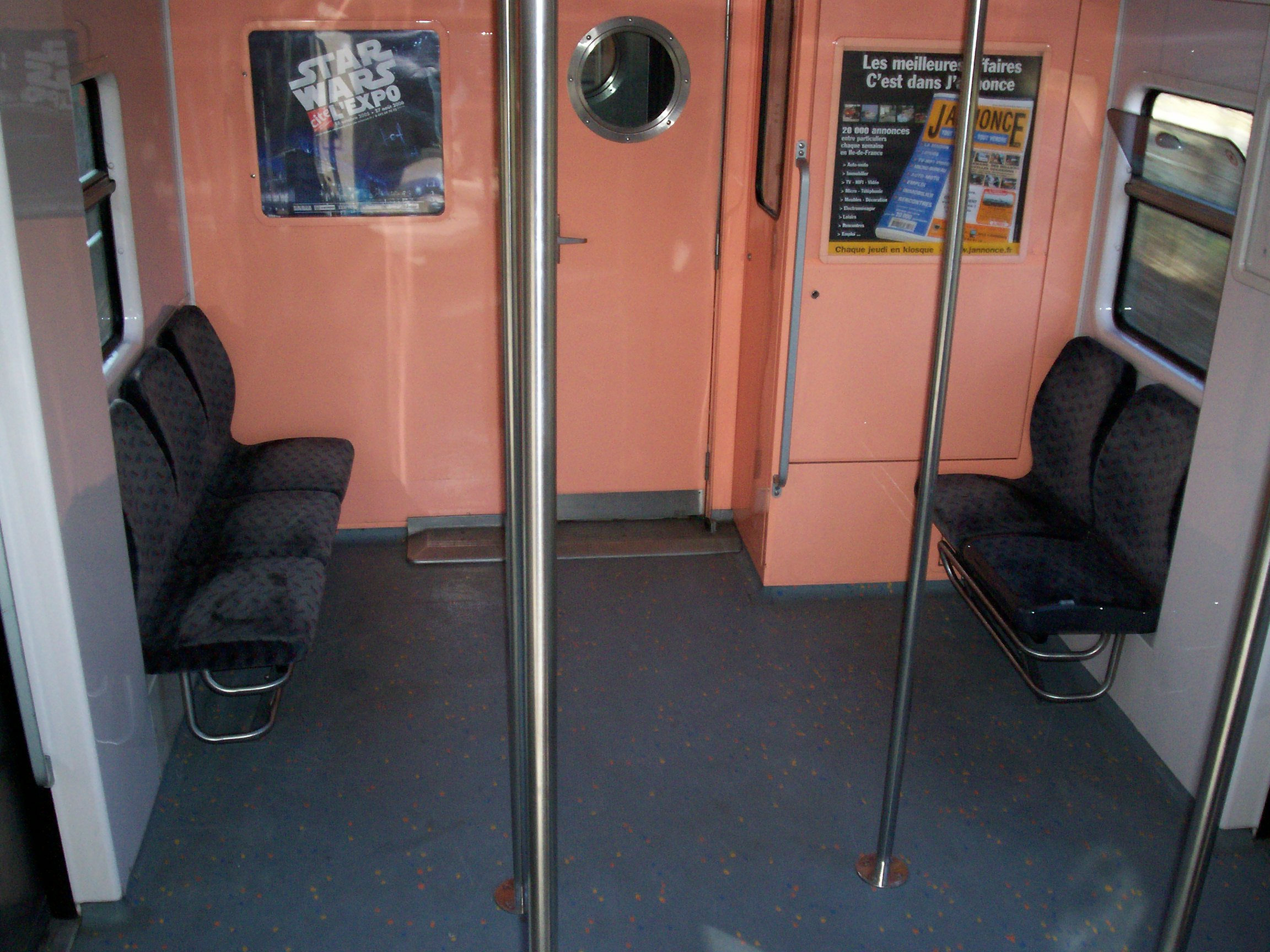
車内（乗降扉付近）
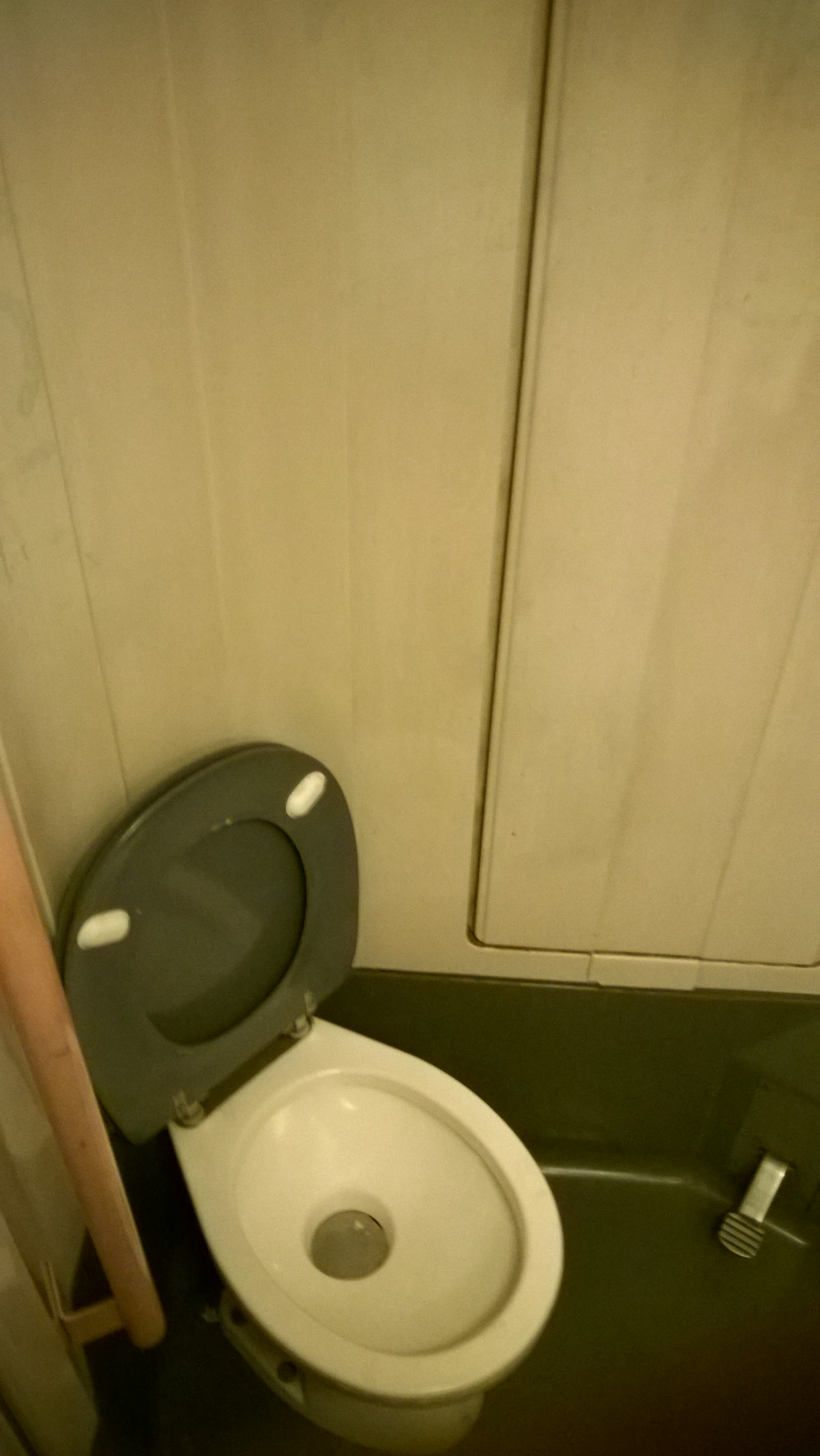
トイレ
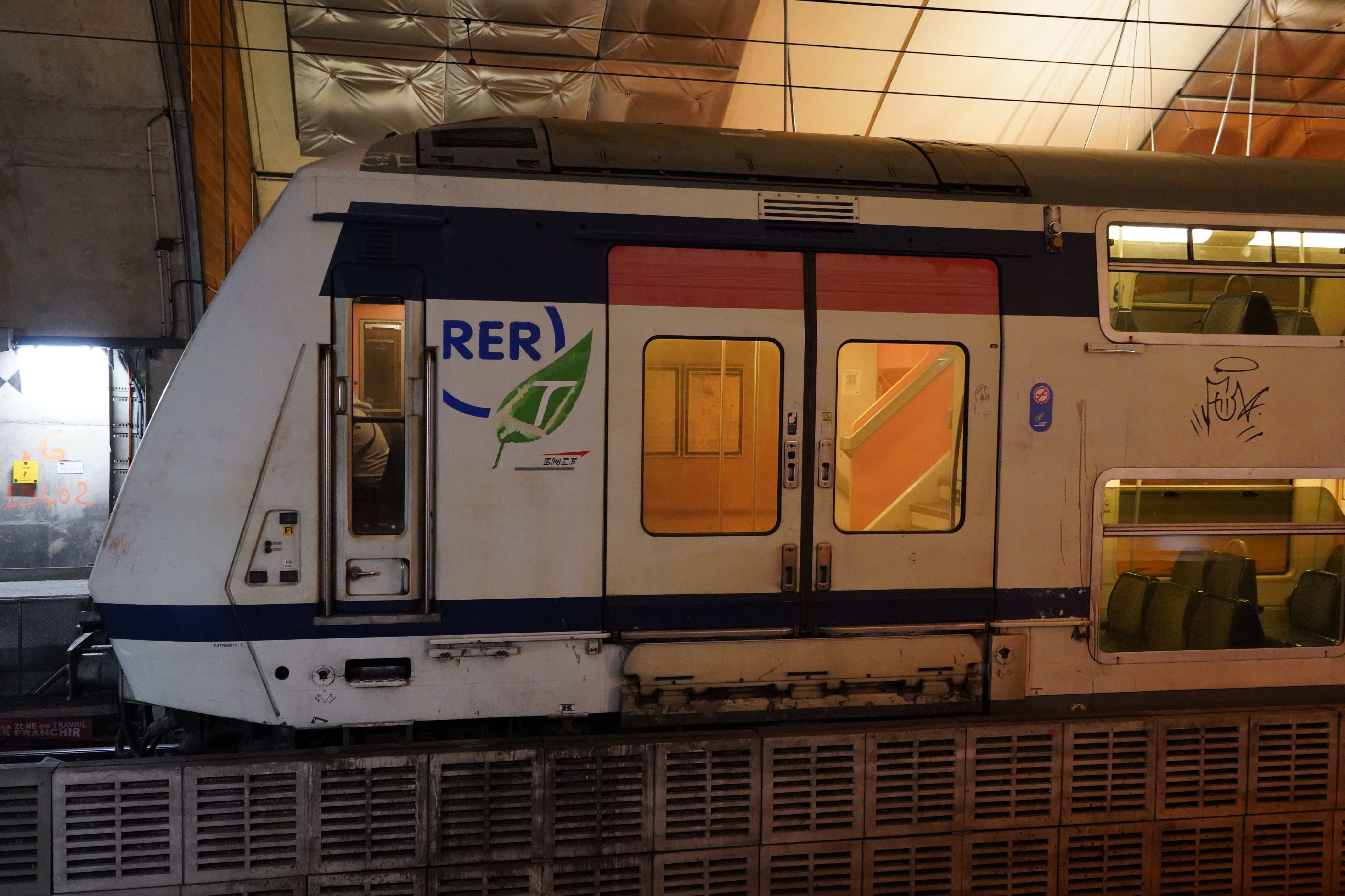
幅2,200 mmの乗降扉（2024年撮影）
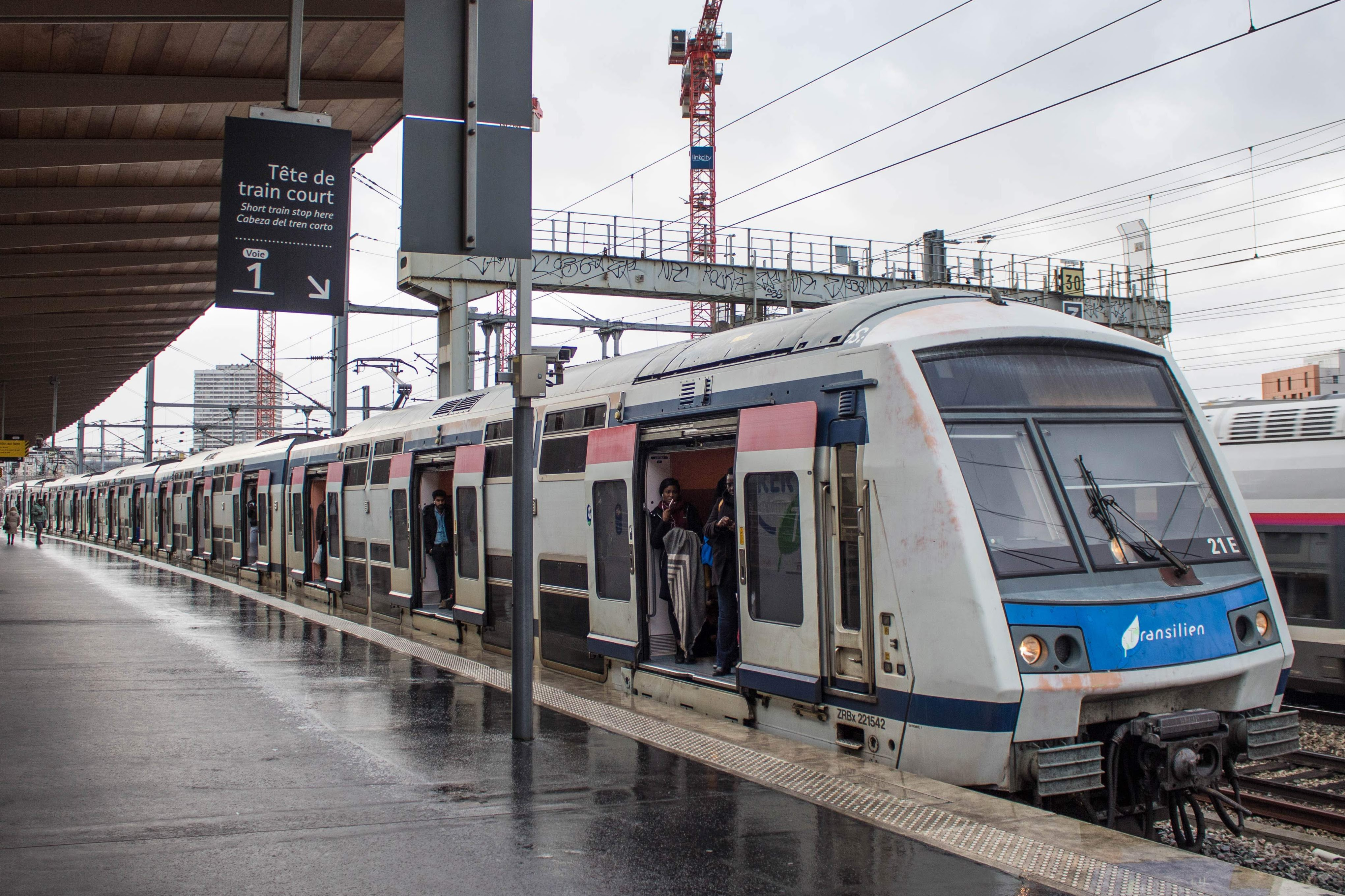
駅に到着したZ22500形（2020年撮影）

RER E線向けに1996年から製造が開始されたZ22500形は、同線の開通に先駆け、1998年からパリ東駅やサン＝ラザール駅発着の列車への投入が行われた。その際は中間の付随車を外した4両編成を組んでいたが、1999年にE線が開通し、同線に全編成が転属して以降は5両編成で使用されている。2024年現在も運行は続いているが、E線の延伸に合わせた新型電車（RER NG）の導入に伴う置き換えが予定されている。

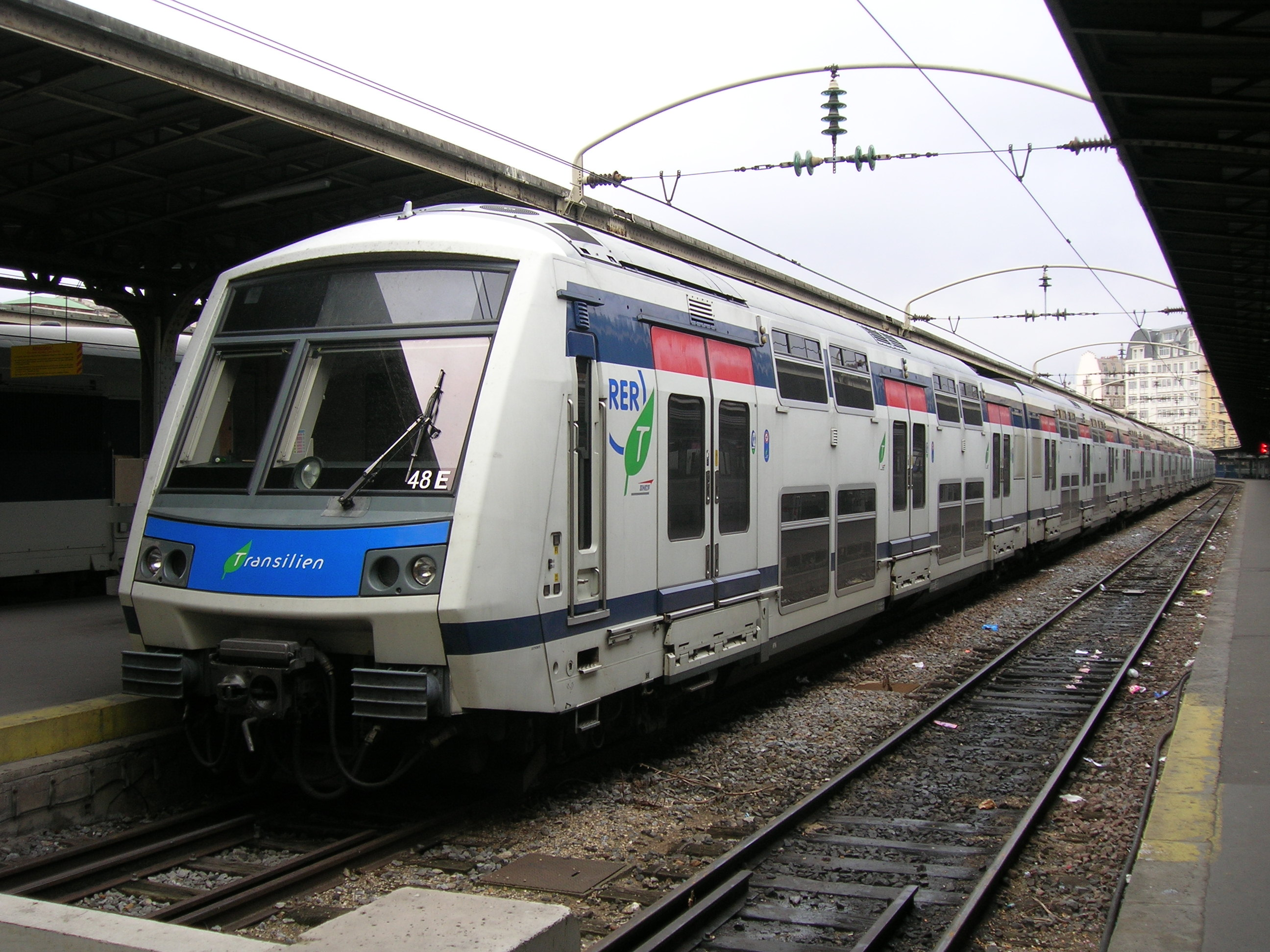
2005年撮影
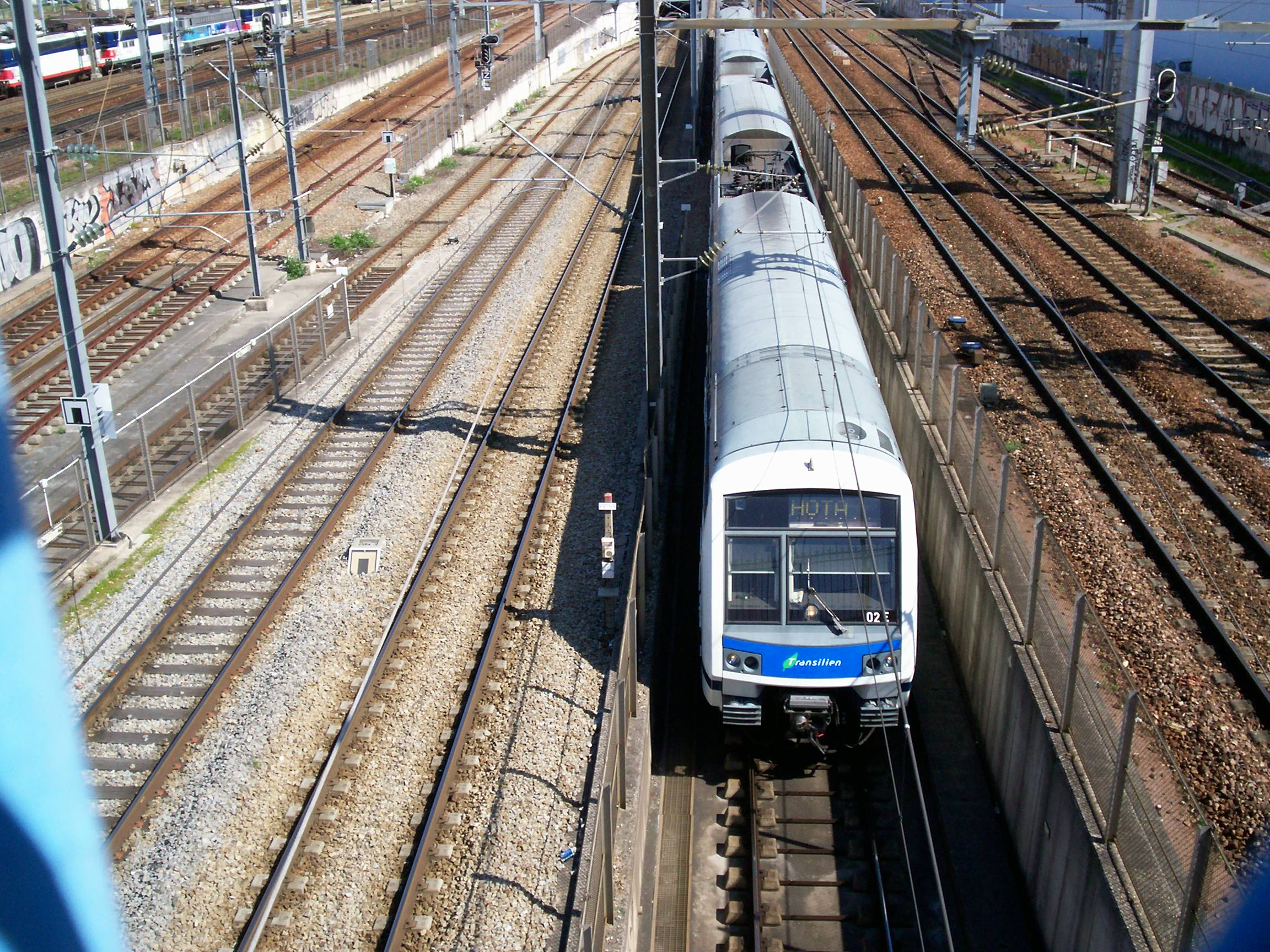
2008年撮影
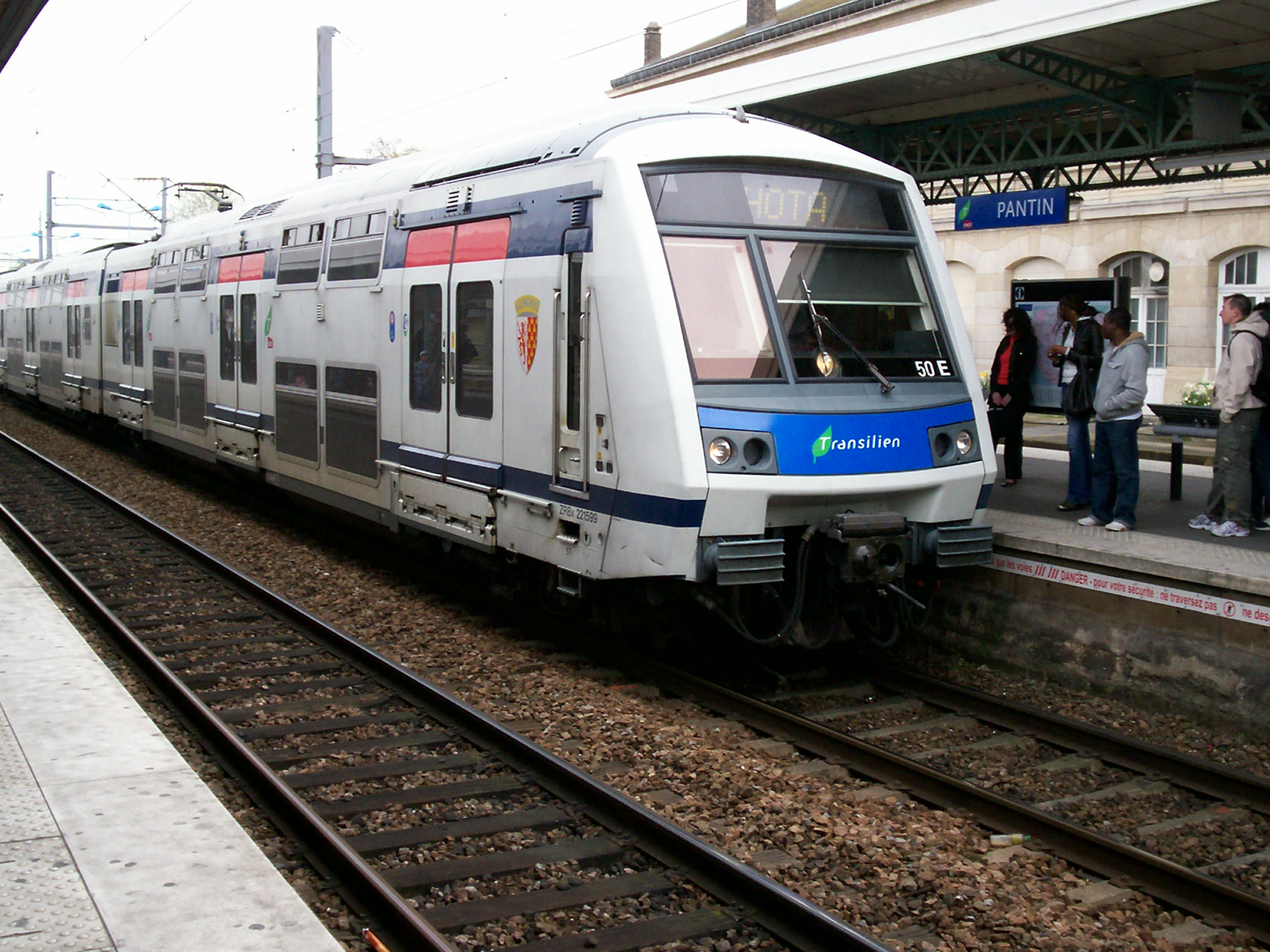
2008年撮影
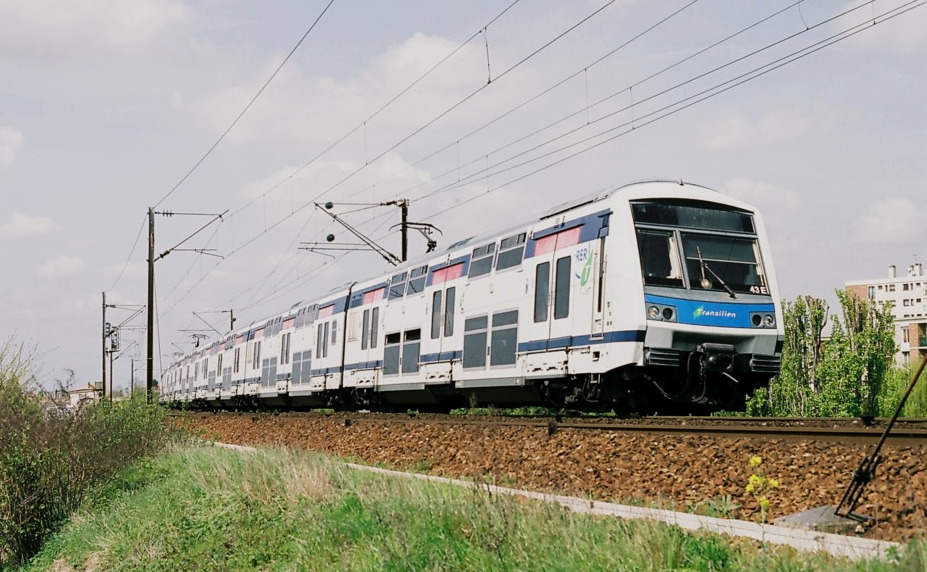
2008年撮影
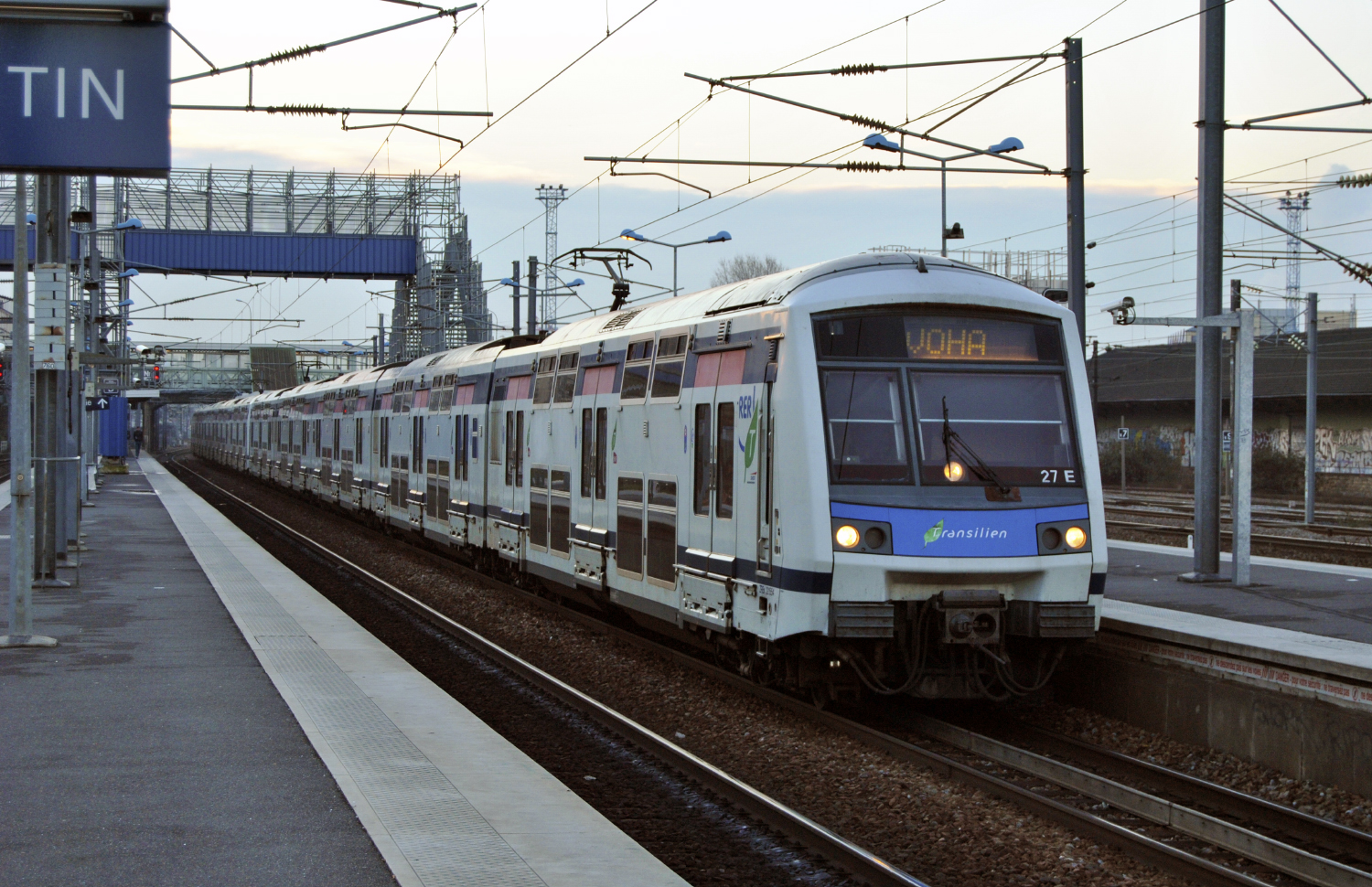
2013年撮影
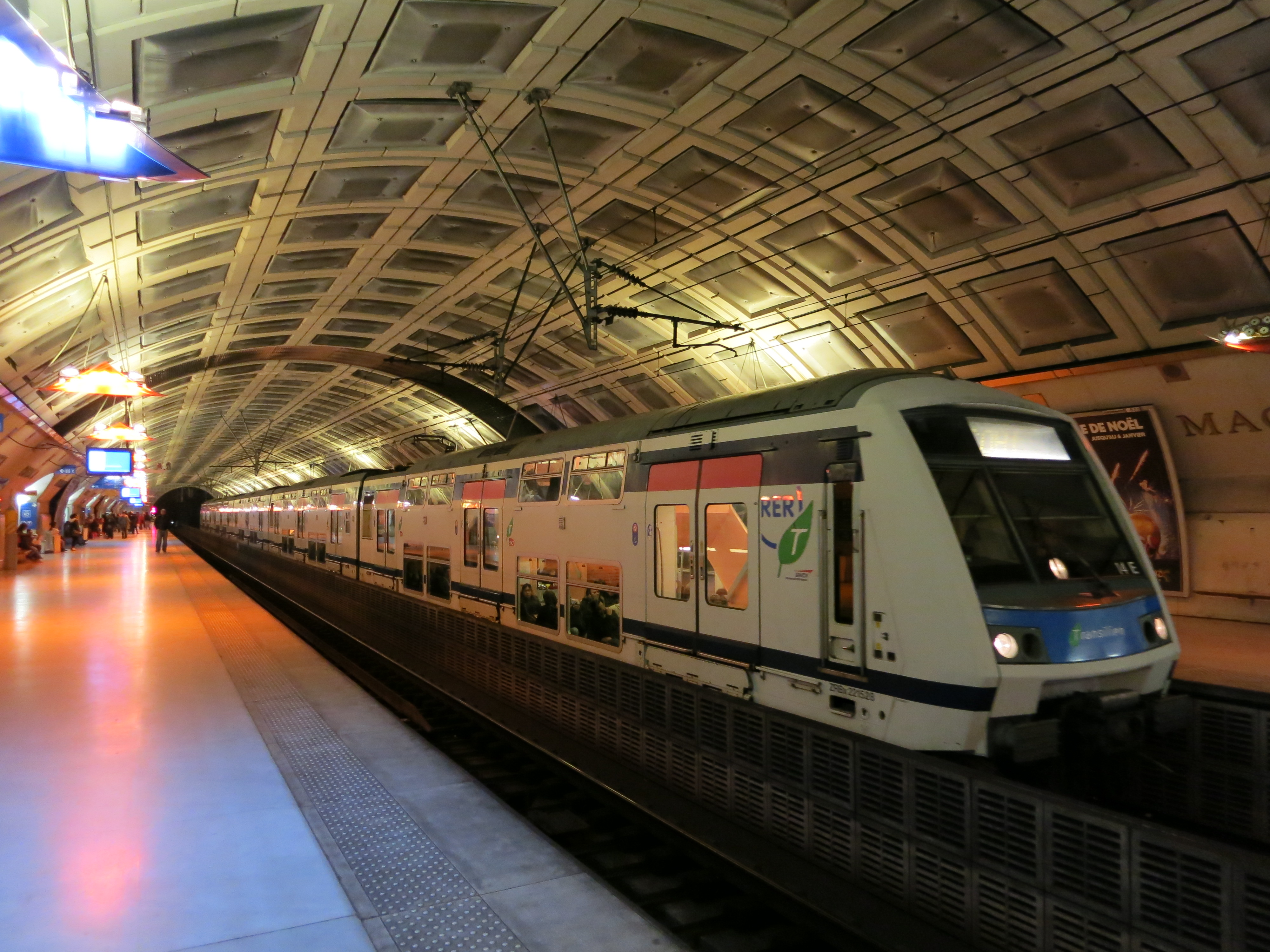
2014年撮影
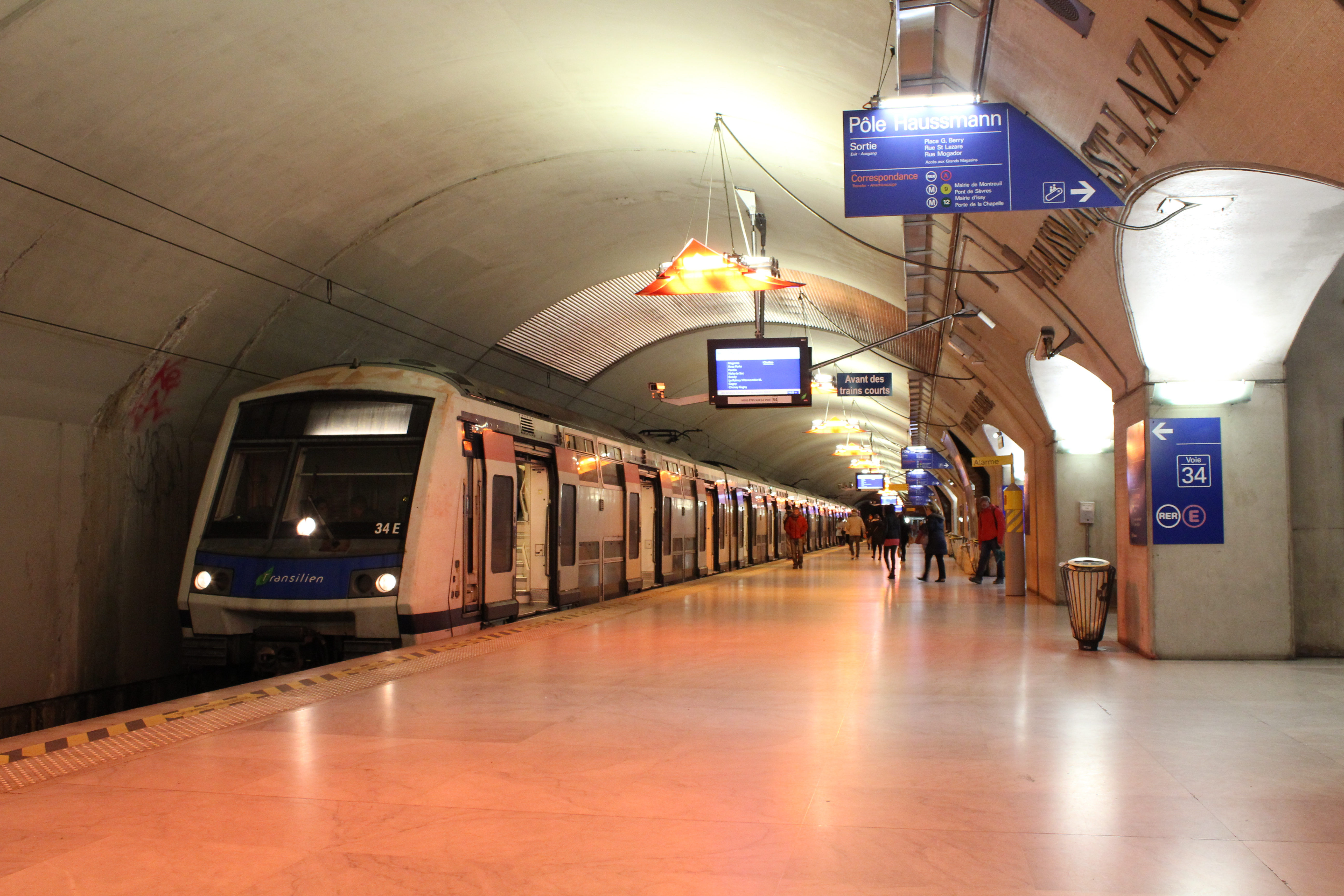
2021年撮影
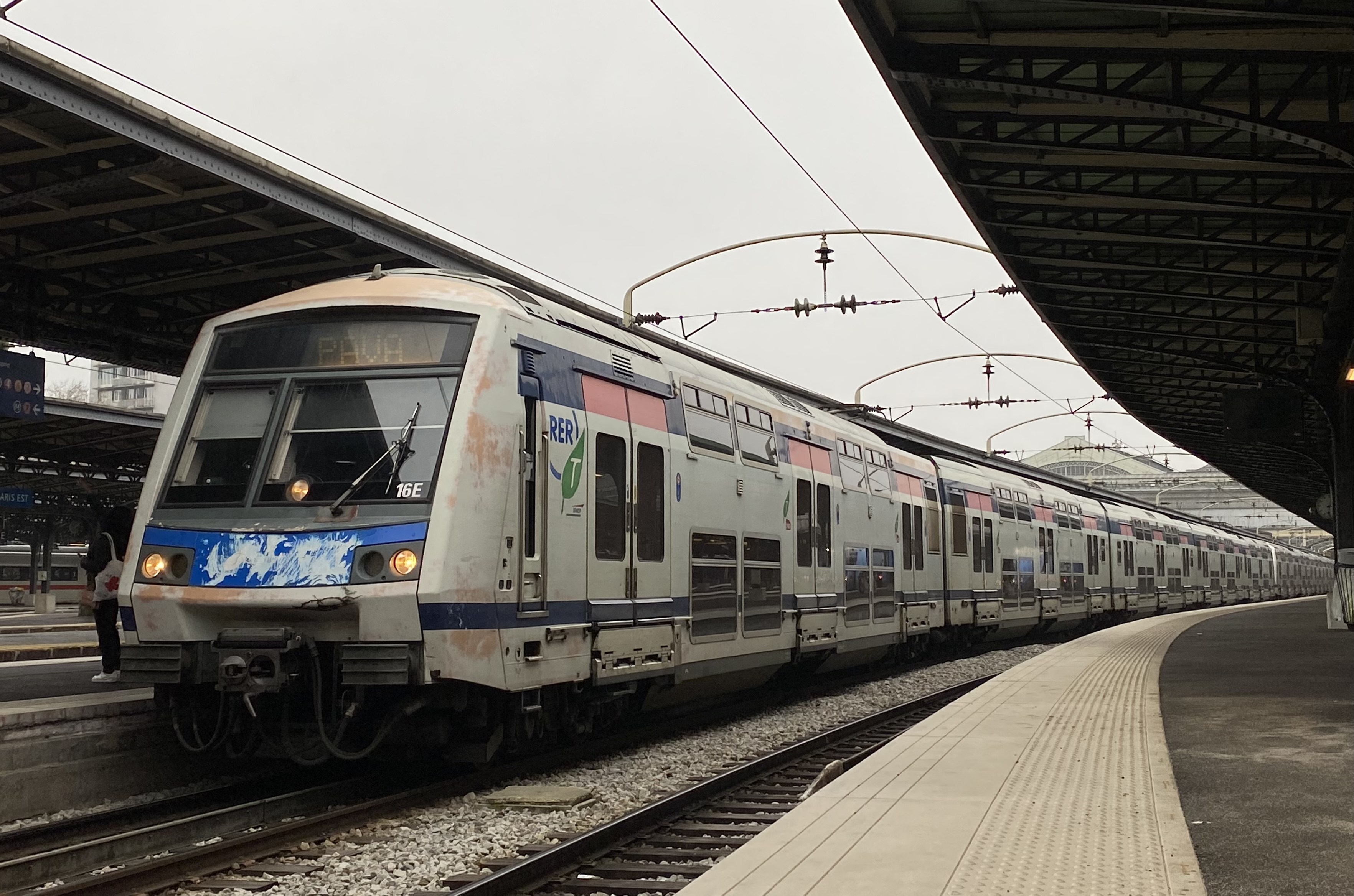
2023年撮影

## 参考資料
- Thomas Estler (2024). Loks der französischen Staatsbahn SNCF: seit 1938. Transpress Verlag. ISBN 978-3-613-31353-8